# Hans-Joachim Bartsch
Hans-Joachim Bartsch (* 31. Juli 1932 in Schlesien) ist ein deutscher Organist und Hochschullehrer.

## Leben
Hans-Joachim Bartsch wuchs in Hameln auf und studierte Kirchenmusik in Detmold, wo er mit dem A-Examen abschloss. 1965 gewann er den 1. Preis für Interpretation beim St Albans International Organ Festival. Bartsch lehrte er an der Frankfurter Kirchenmusikschule, wo er 1974–1977 als hauptamtlicher Dozent und stellvertretender Direktor tätig war. An der Hochschule für Musik und Darstellende Kunst Frankfurt am Main lehrte er von 1977 bis zu seiner Pensionierung als Professor für Orgel. Von 1974 bis 2002 wirkte er auch als Organist an der Christuskirche in Mainz.
Zu seinen Schülern zählen Andreas Petersen und Torsten Laux.

## Schriften
- Die Verzierungszeichen in der Klaviermusik Johann Sebastian Bachs. In: Festschrift für Michael Schneider zum 65. Geburtstag. Merseburger, Berlin 1974, ISBN 3-87537-082-1, S. 20–28.

## Tondokumente
- Camille Saint-Saëns: Oratorio de Noël. Orgelpart, mit dem Bachchor Mainz unter der Leitung von Diethard Hellmann. Auflagen 1976, 1992, 2005.